# Каракалска кула
Каракалската кула (на гръцки: Πύργος Μονής Καρακάλλου) е отбранително съоръжение, разположено на полуостров Света гора, Халкидики, Гърция.

## Местоположение
Кулата е рзположена на югозападната стена на укрепения манастир и го доминира с височината си. Наричана е Голямата кула (Μέγας Πύργος) и е смятана за една от най-красивите в Гърция.

## История
Възможна дата на построяването на кулата е 1535 година или може би малко по-късно. Католиконът на манастира „Св. св. Петър и Павел“ е изграден от 1548 до 1563 година.

## Описание
Кулата е висока 28 m. Размерите ѝ в основата са 10,0 × 8,8 m с леко намаление нагоре. Състои се от партер и пет етажа. Приземният етаж е оформен като цистерна, която захранва дворния фонтан, от източната страна на кулата. На петия етаж е параклисът „Света Анна“. От южната страна има двулостен прозорец, а от източната – кръстовиден керамичен орнамент.
Тази кула, подобно на Дохиарската и Протатската кула, има от всички страни катахистри в редица. Освен отбранителна, тази подредба е и декоративна (морфократична).
Подовете на втория и четвъртия етаж на кулата са масивни със сводеста конструкция, както и цистерната на приземната част, а тези на третия и петия етаж са дървени.